# تحكم عن بعد

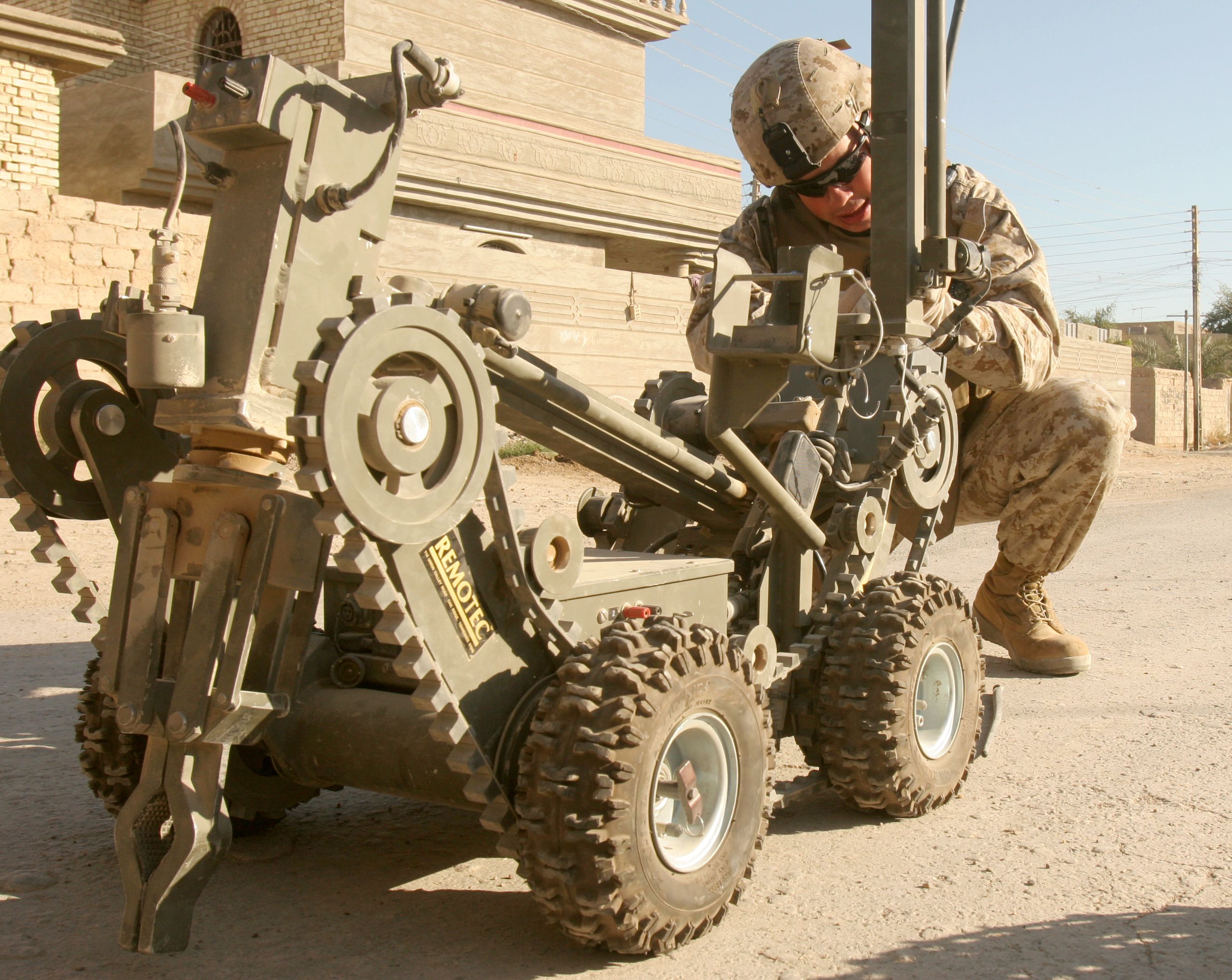
جهاز تفجير العبوات الناسفة ، وهو جهاز تحكم عن بعد للتحقيق في الأجهزة القابلة للانفجار.

يشير مصطلح « التحكم عن بُعد » أو  « التشغيل عن بُعد » إلى تشغيل نظام أو آلة عن بُعد. وهو مشابه في معناه لعبارة «التحكم عن بُعد» ، ولكنه يُستخدم عادةً في الأبحاث والأوساط الأكاديمية والتكنولوجيا. يرتبط عادةً بالروبوتات والروبوتات المتنقلة ، ولكن يمكن تطبيقه على مجموعة واسعة من الحالات التي يُشغّل فيها شخص جهازًا أو آلة عن بُعد.
يمكن اعتبار التشغيل عن بُعد نظامًا بشريًا آليًا. على سبيل المثال، يوفر ArduPilot طرق متنوعة من الاستقلالية، بدءًا من التحكم اليدوي ووصولًا إلى القيادة الآلية الكاملة للمركبات ذاتية القيادة.
يُستخدم مصطلح «التشغيل عن بُعد» في الأوساط البحثية والتقنية كمصطلح معياري للإشارة إلى العمليات عن بُعد. وهذا على عكس مصطلح «الحضور عن بُعد» (Telepresence) ، وهو مصطلح أقل شيوعًا، وقد يشير إلى نطاق واسع من أشكال الوجود أو التفاعل التي تتضمن دلالةً عن بُعد.
أصبح التشغيل عن بعد الآن في صناعة الهوايات باستخدام معدات الرؤية من منظور الشخص الأول (FPV).  توفر معدات الرؤية من منظور الشخص الأول المثبتة على سيارات الهواة والطائرات والمروحيات إرسالًا يشبه البث التلفزيوني إلى المشغل، مما يوسع نطاق السيارة إلى نطاق أكبر من نطاق خط الرؤية.

## أمثلة

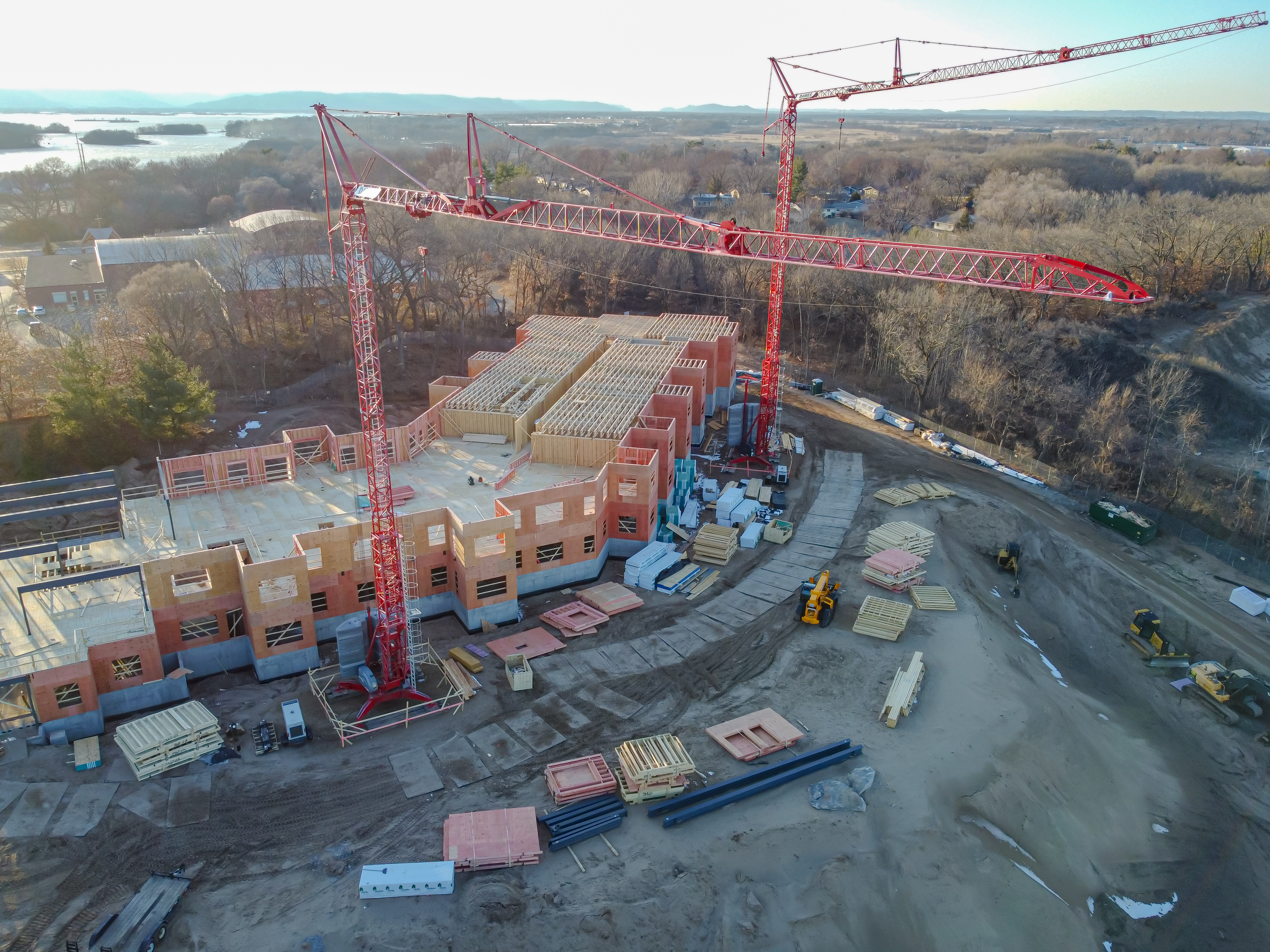
رافعات برجية يتم تشغيلها عن بعد

هناك عِدة أنواع معينة من الأنظمة التي يتم التحكم فيها عن بعد في كثير من الأحيان:
- غالبًا ما يتم التحكم في أنظمة الترفيه (مثل أجهزة التلفزيون وأجهزة تسجيل الفيديو ومشغلات أقراص DVD وما إلى ذلك) عن بُعد باستخدام جهاز تحكم عن بعد.
- غالبًا ما يتم تشغيل الآلات الصناعية عن بُعد، خاصةً في البيئات الخطرة. ومن الأمثلة على ذلك بناء ملجأ أو تابوت في تشيرنوبيل بعد حادثة تشيرنوبيل. وإزالة الحطام بعد الانهيارات الصخرية الخطرة.
- تُستخدم المركبات التي يتم تشغيلها عن بعد (ROVs) على نطاق واسع في البيئات الخطرة (أي البيئات المشعة ، والبيئات الملوثة، وحقول الألغام، والمحيطات العميقة).
- الجراحة عن بعد.
- المركبات الجوية غير المأهولة ، والمعروفة أيضًا باسم الطائرات بدون طيار أو المسيرات.